# Olivier Kapo
Pour les articles homonymes, voir Kapo (homonymie).
Olivier Kapo, né le 27 septembre 1980 à Abidjan (Côte d'Ivoire), est un footballeur international français qui évoluait au poste d'attaquant ou de milieu offensif.

## Biographie

### En club

#### AJ Auxerre
À 13 ans, Olivier Kapo tente d'intégrer un centre de formation. Il écrit à l'AS Monaco, aux Girondins de Bordeaux et à l'AJ Auxerre. Seul ce dernier club l'invite à une journée de détection. Il la passe avec succès mais en raison de son jeune âge, il n'intègre que la section sport-étude de l'AJA. L'année suivante, il entre au centre de formation et devient champion de France des moins de 15 ans puis il est finaliste du championnat des Centres de formation en 1998.
Ancien grand espoir du football français, il fait partie de la génération dorée de l'AJ Auxerre en 2004 avec Djibril Cissé, Philippe Mexès, Teemu Tainio et Jean-Alain Boumsong.

#### Juventus de Turin
Libre de tout contrat à l'été 2004, il décide de s'engager avec la Juventus, alors qu'il est courtisé par le PSG. Kapo ne parvient pas à s'y imposer (14 matchs). La saison suivante il est prêté à l'AS Monaco à la demande de Didier Deschamps qui quitte le club quelques jours après. Il perd rapidement la confiance du nouvel entraîneur de l'ASM, Francesco Guidolin, qui l'écarte de l'équipe. La saison suivante, Deschamps, devenu entraîneur de la Juventus, lui notifie qu'il ne compte pas sur lui, malgré la relégation du club italien en Série B. Kapo est de nouveau prêté, à Levante UD cette fois-ci, où il réalise une saison complète.

#### Birmingham City
Le 29 juin 2007, il est transféré à Birmingham City, qui vient d'être promu en Premier League, pour 4,5 millions d'euros (soit 3 millions de livres). Il affirme avoir refusé des offres d'autres clubs car il préfère le style de jeu du football anglais. Il marque pour ses débuts en Premier League, contre Chelsea lors d'une défaite 3 buts à 2 le 12 août 2007. Il devient rapidement titulaire mais le club est relégué à la fin de la saison.

#### Wigan Athletic
Le 15 juillet 2008, il est transféré à Wigan pour trois ans et pour et 3,5 millions de livres (soit 4,4 millions d'euros). Il suit ainsi Steve Bruce, l'entraîneur qui l'avait fait venir à Birmingham. Il marque son premier but pour Wigan en League Cup lors d'une victoire 4 buts à 1 contre Ipswich Town le 24 septembre 2008 et son premier but en championnat lors d'une défaite 2 buts à 1 contre Chelsea le 28 février 2009. Le 8 janvier 2010, il est prêté six mois à Boulogne-sur-Mer. Après son retour de prêt, il annonce très clairement sa position en déclarant à plusieurs reprises qu'il veut quitter Wigan. De ce fait, il résilie son contrat avec le club anglais en juin 2010 et se retrouve ainsi libre de tout engagement.

#### Celtic FC
Le 4 novembre 2010, Olivier Kapo signe avec le Celtic un contrat de 18 mois. Le numéro de maillot 77 lui est attribué. Il déclare qu'il a refusé de meilleurs propositions d'autres clubs pour signer chez un des clubs de la ville de Glasgow, y compris une offre du SC Fribourg, club de Bundesliga. Le choix de rejoindre ce club s'est fait après consultation de son ami, Jean-Joël Perrier-Doumbé, ex-joueur du Celtic et son ancien coéquipier à l'AJ Auxerre. Kapo fait ses débuts contre St Johnstone FC à domicile en Scottish Premiership en entrant en seconde période, il frappe sur la barre, puis aide à inscrire le deuxième but pour une victoire 2 buts à 0. Il ne dispute que deux matchs sous le maillot vert et blanc car le 19 janvier 2011, le club écossais résilie le contrat de l'ancien Auxerrois, le staff ayant été déçu par ses performances. Olivier Kapo affirme, lui, avoir quitté car club, car ce dernier aurait changé unilatéralement les termes de son contrat.

#### Al Ahli SC
En février 2011, Olivier Kapo signe un contrat de cinq mois en faveur du club qatari du Al Ahli SC. Il marque deux fois pour Al Ahli SC lors de la deuxième victoire de la saison contre le Qatar SC par 3 buts à 1. Mais après seulement cinq apparitions et deux buts en championnat, il résilie son contrat avec le club du Golfe Persique durant l'été suivant.

#### Retour à l'AJ Auxerre
Le 23 janvier 2012, Kapo signe un contrat d'un an et demi en faveur de l'AJ Auxerre, où il s'entraînait depuis le début du mois. Il retrouve donc son club formateur après une période de six mois sans club, notamment à cause d'une rupture des ligaments croisés.

#### APO Levadiakos
Après l'expiration de son contrat avec l'AJ Auxerre en juin 2013 et motivé par l'expérience positive de Djibril Cissé au Panathinaïkos, il s'engage le 29 août 2013 pour deux saisons avec l'APO Levadiakos, club de première division grecque. Lassé par les problèmes de corruption et de retards de paiement, il quitte le club précipitamment et déconseille même aux jeunes joueurs de se rendre dans ce championnat.

#### Korona Kielce
Le 16 août 2014, il s'engage en faveur du Korona Kielce en Première division polonaise. Convaincu par le niveau sportif, les installations et le public polonais, il s'épanouit dans ce championnat et y retrouve « l'envie et le plaisir de jouer au football ».

### En sélection nationale
Olivier Kapo compte neuf sélections pour la France. Il a représenté son pays à la Coupe des confédérations 2003, marquant contre la Nouvelle-Zélande, et est remplaçant lors de la finale que la France remporte sur le Cameroun. Il a également marqué en amical contre l'Égypte et la Serbie-et-Monténégro. En 2004, Kapo reçoit sa dernière sélection, mais après sa signature pour le Celtic FC en novembre 2010, il déclare avoir l'espoir d'être rappelé en équipe nationale.

### En dehors du terrain
Depuis son jeune âge, Olivier Kapo nourrissait l’envie de créer un centre d’apprentissage destiné aux jeunes passionnés de football pour accroître leurs chances de pratiquer professionnellement le sport et de briller à l’international.
Sa vision se concrétise en 2015 par la création officielle du Centre d’Apprentissage de Football (CEAF) situé à Abidjan, Vridi, sur un espace gracieusement offert par la Société Ivoirienne de Raffinage (SIR) qui permet à des jeunes férus du ballon rond d’exprimer leur passion.
Le centre accueille gratuitement des jeunes garçons âgés de 5 à 18 ans et issus de toutes les villes de la Côte d’Ivoire. Le talent, et l’aptitude à la pratique du sport restent les conditions sine qua non pour y accéder. Par année, le centre comptabilise en moyenne 30 inscriptions par catégories. Une équipe féminine, composée de dix-huit jeunes filles dont l’âge varie entre 12 et 14 ans a récemment rejoint le CEAF.
L’objectif du CEAF est de permettre aux jeunes issus principalement de milieux défavorisés, d’avoir la chance de pratiquer leur passion à un haut niveau professionnel, et d’évoluer à la fin de leur formation dans des clubs à l’international. A cet effet, des rencontres avec des académies et clubs internationaux sont organisées régulièrement, pour permettre aux jeunes de découvrir les différentes perspectives d’avenir et d’évolution qui s’offrent à eux. Le CEAF a ainsi permis à une dizaine de jeunes d’évoluer à la fin de leur formation dans des clubs internationaux notamment au Portugal, en Grèce, en Turquie et à Dubaï.

## Statistiques
| Saison                | Club                  | Championnat           | Championnat | Championnat | Coupe(s) nationale(s) | Coupe(s) nationale(s) | Supercoupe | Supercoupe | Compétition(s) continentale(s) | Compétition(s) continentale(s) | Compétition(s) continentale(s) | France | France | Total | Total |
| Saison                | Club                  | Division              | M.          | B.          | M.                    | B.                    | M.         | B.         | Comp.                          | M.                             | B.                             | M.     | B.     | M.    | B.    |
| 1998-1999             | AJ Auxerre            | Ligue 1               | 1           | 0           | 2                     | 0                     | -          | -          | -                              | -                              | -                              | -      | -      | 3     | 0     |
| 1999-2000             | AJ Auxerre            | Ligue 1               | 15          | 3           | 2                     | 0                     | -          | -          | -                              | -                              | -                              | -      | -      | 17    | 3     |
| 2000-2001             | AJ Auxerre            | Ligue 1               | 29          | 4           | 5                     | 0                     | -          | -          | C4                             | 8                              | 1                              | -      | -      | 42    | 5     |
| 2001-2002             | AJ Auxerre            | Ligue 1               | 25          | 4           | 2                     | 0                     | -          | -          | -                              | -                              | -                              | -      | -      | 27    | 4     |
| 2002-2003             | AJ Auxerre            | Ligue 1               | 25          | 4           | 2                     | 0                     | -          | -          | C1+C3                          | 6+2                            | 1+0                            | 7      | 3      | 42    | 8     |
| 2003-2004             | AJ Auxerre            | Ligue 1               | 29          | 2           | 8                     | 2                     | -          | -          | C3                             | 5                              | 1                              | 2      | 0      | 44    | 5     |
| Sous-total            | Sous-total            | Sous-total            | 120         | 19          | 21                    | 2                     | -          | -          | -                              | 13                             | 2                              | 9      | 3      | 163   | 26    |
| 2004-2005             | Juventus FC           | Série A               | 14          | 0           | 2                     | 0                     | -          | -          | C1                             | 3                              | 0                              | -      | -      | 19    | 0     |
| Sous-total            | Sous-total            | Sous-total            | 14          | 0           | 2                     | 0                     | -          | -          | -                              | 3                              | 0                              | -      | -      | 19    | 0     |
| 2005-2006             | AS Monaco (prêt)      | Ligue 1               | 25          | 5           | 1                     | 0                     | -          | -          | C1+C3                          | 1+5                            | 0+2                            | -      | -      | 32    | 7     |
| Sous-total            | Sous-total            | Sous-total            | 25          | 5           | 1                     | 0                     | -          | -          | -                              | 6                              | 2                              | -      | -      | 32    | 7     |
| 2006-2007             | Levante (prêt)        | Liga                  | 30          | 5           | 2                     | 0                     | -          | -          | -                              | -                              | -                              | -      | -      | 32    | 5     |
| Sous-total            | Sous-total            | Sous-total            | 30          | 5           | 2                     | 0                     | -          | -          | -                              | -                              | -                              | -      | -      | 32    | 5     |
| 2007-2008             | Birmingham City       | PL                    | 26          | 5           | -                     | -                     | -          | -          | -                              | -                              | -                              | -      | -      | 26    | 5     |
| Sous-total            | Sous-total            | Sous-total            | 26          | 5           | -                     | -                     | -          | -          | -                              | -                              | -                              | -      | -      | 26    | 5     |
| 2008-2009             | Wigan FC              | PL                    | 19          | 1           | 2                     | 1                     | -          | -          | -                              | -                              | -                              | -      | -      | 21    | 2     |
| 2009-2010             | Wigan FC              | PL                    | 1           | 0           | -                     | -                     | -          | -          | -                              | -                              | -                              | -      | -      | 1     | 0     |
| Sous-total            | Sous-total            | Sous-total            | 20          | 1           | 2                     | 1                     | -          | -          | -                              | -                              | -                              | -      | -      | 22    | 2     |
| 2010                  | US Boulogne CO (prêt) | Ligue 2               | 16          | 2           | 1                     | 0                     | -          | -          | -                              | -                              | -                              | -      | -      | 17    | 2     |
| Sous-total            | Sous-total            | Sous-total            | 16          | 2           | 1                     | 0                     | -          | -          | -                              | -                              | -                              | -      | -      | 17    | 2     |
| 2010-2011             | Celtic FC             | SPL                   | 2           | 0           | -                     | -                     | -          | -          | -                              | -                              | -                              | -      | -      | 2     | 0     |
| Sous-total            | Sous-total            | Sous-total            | 2           | 0           | -                     | -                     | -          | -          | -                              | -                              | -                              | -      | -      | 2     | 0     |
| 2011                  | Al Ahli               | 1                     | 5           | 2           | -                     | -                     | -          | -          | -                              | -                              | -                              | -      | -      | 5     | 2     |
| Sous-total            | Sous-total            | Sous-total            | 5           | 2           | -                     | -                     | -          | -          | -                              | -                              | -                              | -      | -      | 5     | 2     |
| 2012                  | AJ Auxerre            | Ligue 1               | 15          | 4           | -                     | -                     | -          | -          | -                              | -                              | -                              | -      | -      | 15    | 4     |
| 2012-2013             | AJ Auxerre            | Ligue 2               | 24          | 8           | 3                     | 0                     | -          | -          | -                              | -                              | -                              | -      | -      | 27    | 8     |
| Sous-total            | Sous-total            | Sous-total            | 39          | 12          | 3                     | 0                     | -          | -          | -                              | -                              | -                              | -      | -      | 42    | 12    |
| 2013-2014             | APO Levadiakos        | Superleague Elláda    | 19          | 2           | -                     | -                     | -          | -          | -                              | -                              | -                              | -      | -      | 19    | 2     |
| Sous-total            | Sous-total            | Sous-total            | 19          | 2           | -                     | -                     | -          | -          | -                              | -                              | -                              | -      | -      | 19    | 2     |
| 2014-2015             | Korona Kielce         | Ekstraklasa           | 27          | 7           | -                     | -                     | -          | -          | -                              | -                              | -                              | -      | -      | 27    | 7     |
| Sous-total            | Sous-total            | Sous-total            | 27          | 7           | -                     | -                     | -          | -          | -                              | -                              | -                              | -      | -      | 27    | 7     |
| Total sur la carrière | Total sur la carrière | Total sur la carrière | 344         | 60          | 32                    | 3                     | -          | -          | -                              | 30                             | 5                              | 9      | 3      | 415   | 71    |

### Buts internationaux
| 0   | Date             | Lieu                                 | Compétition                                      | Résultat | Adversaire       | Détail | Détail         | Détail | Sél. |
| --- | ---------------- | ------------------------------------ | ------------------------------------------------ | -------- | ---------------- | ------ | -------------- | ------ | ---- |
| 1er | 20 novembre 2002 | Stade de France, Saint-Denis, France | Match amical                                     | V 3-0    | RF Yougoslavie   | 70e    | du pied droit  | 3-0    | 2e   |
| 2e  | 30 avril 2003    | Stade de France, Saint-Denis, France | Match amical                                     | V 5-0    | Égypte           | 79e    | du pied gauche | 5-0    | 3e   |
| 3e  | 22 juin 2003     | Stade de France, Saint-Denis, France | Premier tour de la Coupe des confédérations 2003 | V 5-0    | Nouvelle-Zélande | 17e    | du pied gauche | 1-0    | 5e   |

## Palmarès

### En club
| AJ Auxerre - Coupe de France (1) - Vainqueur en 2003 |

### En sélection
| France - Coupe des confédérations (1) - Vainqueur en 2003 |